# Tramwaje w Krymsku
Tramwaje w Krymsku − zlikwidowany system komunikacji tramwajowej w rosyjskim mieście Krymsk. 

## Historia
W 1914 powstał projekt budowy tramwajów elektrycznych w Krymsku, ale nie został zrealizowany. Linię tramwaju konnego otwarto w 1921 i połączyła ona dworzec kolejowy w centrum miasta. Linię tę zamknięto w 1932. Długość linii tramwaju konnego wynosiła 3 km. 

## Linia
Trasa linii:
- dworzec kolejowy − Маршала Гречко − мост − рынок — улица Ленина − Д. Бедного